# Orthosia roseasparsus
Orthosia roseasparsus là một loài bướm đêm trong họ Noctuidae.